# 球刺魨
球刺魨，又稱球二齒魨，為輻鰭魚綱魨形目四齒魨亞目二齒魨科的其中一種，為温帶海水魚，分布於澳洲西部及南部海域，棲息深度1-70公尺，體長可達40公分，喜愛棲息在海灣淺水處，成群活動，生活習性不明，淨水養殖仍具有微量毒性。

## 扩展阅读
維基物種上的相關：球刺魨